# 弗里当
弗里当是葡萄牙波尔图区的一个堂区。总面积6.2平方公里，总人口845人，人口密度136.3人/平方公里。